# راس براون (بازیگر)
راس براون (انگلیسی: Russ Brown; ۳۰ مهٔ ۱۸۹۲ – ۱۹ اکتبر ۱۹۶۴) بازیگر اهل ایالات متحده آمریکا بود.